# ایستادگی (رمان)
ایستادگی (به انگلیسی: The Stand) یک رمان ترسناک/فانتزی پسارستاخیزی است که توسط استیون کینگ، نویسنده آمریکایی نوشته شده‌است. وی سناریوی این کتاب را قبلاً در داستان کوتاه گشت‌وگذار شبانه نشان داده بود. این رمان در اصل در سال ۱۹۸۷ منتشر شده بود و سپس در سال ۱۹۹۰ با عنوان ایستادگی: ویرایش کامل و حذف نشده، دوباره منتشر شد. کینگ از سال ۱۹۸۰ تا ۱۹۹۰ قسمتی از متن اصلی را بازگردانی و برای اختصار حذف کرد. وی بخش‌هایی را اضافه و تجدیدنظر کرده، موقعیت داستان را تغییر داده و بر این اساس برخی از ارجاعات فرهنگ عامه را به روزرسانی کرد. ایستادگی، برای دریافت جایزه فانتزی جهانی برای بهترین رمان در سال ۱۹۷۹ نامزد شده بود و برای ساخت یک مینی‌سریال تلویزیونی از شبکه ای‌بی‌سی و یک رمان گرافیکی منتشرشده توسط مارول کمیکس نیز از این رمان اقتباس شده است.

## در ایران
این کتاب در ایران با عنوان ابلیس و با ترجمه نرسی خلیلی‌فر منتشر گردید.